# Isòtops del ceri
El ceri (Ce) natural es compon de quatre isòtops estables, el : 136Ce, el 138Ce, el 140Ce, i el 142Ce sent el 140Ce el més abundant amb una abundància natural del 88,48%; el 142Ce és possible que experimenti emissió beta però aquest procés no s'ha observat mai, el seu període de semidesintegració és de més de 5×10¹⁶ anys. S'han caracteritzat 27 radioisòtops, els més estables dels quals són el 144Ce amb un període de semidesintegració de 284,893 dies, el 139Ce amb un període de semidesintegració de 137,640 dies, i el 141Ce amb un període de semidesintegració de 32,501 dies. Tota la resta d'isòtops radioactius tenen períodes de semidesintegració menors a quatre dies i la majoria de menys de 10 minuts. Aquest element presenta do isòmers nuclears.
Els isòtops del ceri varien en massa atòmica de 119 del 119Ce) a 157 
a del 157Ce.
Massa atòmica estàndard: 140.116(1) u

## Taula
| Símbol del núclid | Z(p)                | N(n)                | massa isotòpica(u)  | període de semidesintegració | Espín nuclear | composició isotòpics representativa (fracció molar) | rang de variació natural (fracció molar) |
| Símbol del núclid | energia d'excitació | energia d'excitació | energia d'excitació | període de semidesintegració | Espín nuclear | composició isotòpics representativa (fracció molar) | rang de variació natural (fracció molar) |
| ----------------- | ------------------- | ------------------- | ------------------- | ---------------------------- | ------------- | --------------------------------------------------- | ---------------------------------------- |
| 119Ce             | 58                  | 61                  | 118.95276(64)#      | 200# ms                      | 5/2+#         |                                                     |                                          |
| 120Ce             | 58                  | 62                  | 119.94664(75)#      | 250# ms                      | 0+            |                                                     |                                          |
| 121Ce             | 58                  | 63                  | 120.94342(54)#      | 1.1(1) s                     | (5/2)(+#)     |                                                     |                                          |
| 122Ce             | 58                  | 64                  | 121.93791(43)#      | 2# s                         | 0+            |                                                     |                                          |
| 123Ce             | 58                  | 65                  | 122.93540(32)#      | 3.8(2) s                     | (5/2)(+#)     |                                                     |                                          |
| 124Ce             | 58                  | 66                  | 123.93041(32)#      | 9.1(12) s                    | 0+            |                                                     |                                          |
| 125Ce             | 58                  | 67                  | 124.92844(21)#      | 9.3(3) s                     | (7/2-)        |                                                     |                                          |
| 126Ce             | 58                  | 68                  | 125.92397(3)        | 51.0(3) s                    | 0+            |                                                     |                                          |
| 127Ce             | 58                  | 69                  | 126.92273(6)        | 29(2) s                      | 5/2+#         |                                                     |                                          |
| 128Ce             | 58                  | 70                  | 127.91891(3)        | 3.93(2) min                  | 0+            |                                                     |                                          |
| 129Ce             | 58                  | 71                  | 128.91810(3)        | 3.5(3) min                   | (5/2+)        |                                                     |                                          |
| 130Ce             | 58                  | 72                  | 129.91474(3)        | 22.9(5) min                  | 0+            |                                                     |                                          |
| 130mCe            | 2453.6(3) keV       | 2453.6(3) keV       | 2453.6(3) keV       | 100(8) ns                    | (7-)          |                                                     |                                          |
| 131Ce             | 58                  | 73                  | 130.91442(4)        | 10.2(3) min                  | (7/2+)        |                                                     |                                          |
| 131mCe            | 61.8(1) keV         | 61.8(1) keV         | 61.8(1) keV         | 5.0(10) min                  | (1/2+)        |                                                     |                                          |
| 132Ce             | 58                  | 74                  | 131.911460(22)      | 3.51(11) h                   | 0+            |                                                     |                                          |
| 132mCe            | 2340.8(5) keV       | 2340.8(5) keV       | 2340.8(5) keV       | 9.4(3) ms                    | (8-)          |                                                     |                                          |
| 133Ce             | 58                  | 75                  | 132.911515(18)      | 97(4) min                    | 1/2+          |                                                     |                                          |
| 133mCe            | 37.1(8) keV         | 37.1(8) keV         | 37.1(8) keV         | 4.9(4) h                     | 9/2-          |                                                     |                                          |
| 134Ce             | 58                  | 76                  | 133.908925(22)      | 3.16(4) d                    | 0+            |                                                     |                                          |
| 135Ce             | 58                  | 77                  | 134.909151(12)      | 17.7(3) h                    | 1/2(+)        |                                                     |                                          |
| 135mCe            | 445.8(2) keV        | 445.8(2) keV        | 445.8(2) keV        | 20(1) s                      | (11/2-)       |                                                     |                                          |
| 136Ce             | 58                  | 78                  | 135.907172(14)      | ESTABLE [>38E+15 a]          | 0+            | 0.00185(2)                                          | 0.00185-0.00186                          |
| 136mCe            | 3095.5(4) keV       | 3095.5(4) keV       | 3095.5(4) keV       | 2.2(2) µs                    | 10+           |                                                     |                                          |
| 137Ce             | 58                  | 79                  | 136.907806(14)      | 9.0(3) h                     | 3/2+          |                                                     |                                          |
| 137mCe            | 254.29(5) keV       | 254.29(5) keV       | 254.29(5) keV       | 34.4(3) h                    | 11/2-         |                                                     |                                          |
| 138Ce             | 58                  | 80                  | 137.905991(11)      | ESTABLE [>150E+12 a]         | 0+            | 0.00251(2)                                          | 0.00251-0.00254                          |
| 138mCe            | 2129.17(12) keV     | 2129.17(12) keV     | 2129.17(12) keV     | 8.65(20) ms                  | 7-            |                                                     |                                          |
| 139Ce             | 58                  | 81                  | 138.906653(8)       | 137.641(20) d                | 3/2+          |                                                     |                                          |
| 139mCe            | 754.24(8) keV       | 754.24(8) keV       | 754.24(8) keV       | 56.54(13) s                  | 11/2-         |                                                     |                                          |
| 140Ce             | 58                  | 82                  | 139.9054387(26)     | ESTABLE                      | 0+            | 0.88450(51)                                         | 0.88446-0.88449                          |
| 140mCe            | 2107.85(3) keV      | 2107.85(3) keV      | 2107.85(3) keV      | 7.3(15) µs                   | 6+            |                                                     |                                          |
| 141Ce             | 58                  | 83                  | 140.9082763(26)     | 32.508(13) d                 | 7/2-          |                                                     |                                          |
| 142Ce             | 58                  | 84                  | 141.909244(3)       | ESTABLE [>50E+15 a]          | 0+            | 0.11114(51)                                         | 0.11114-0.11114                          |
| 143Ce             | 58                  | 85                  | 142.912386(3)       | 33.039(6) h                  | 3/2-          |                                                     |                                          |
| 144Ce             | 58                  | 86                  | 143.913647(4)       | 284.91(5) d                  | 0+            |                                                     |                                          |
| 145Ce             | 58                  | 87                  | 144.91723(4)        | 3.01(6) min                  | (3/2-)        |                                                     |                                          |
| 146Ce             | 58                  | 88                  | 145.91876(7)        | 13.52(13) min                | 0+            |                                                     |                                          |
| 147Ce             | 58                  | 89                  | 146.92267(3)        | 56.4(10) s                   | (5/2-)        |                                                     |                                          |
| 148Ce             | 58                  | 90                  | 147.92443(3)        | 56(1) s                      | 0+            |                                                     |                                          |
| 149Ce             | 58                  | 91                  | 148.9284(1)         | 5.3(2) s                     | (3/2-)#       |                                                     |                                          |
| 150Ce             | 58                  | 92                  | 149.93041(5)        | 4.0(6) s                     | 0+            |                                                     |                                          |
| 151Ce             | 58                  | 93                  | 150.93398(11)       | 1.02(6) s                    | 3/2-#         |                                                     |                                          |
| 152Ce             | 58                  | 94                  | 151.93654(21)#      | 1.4(2) s                     | 0+            |                                                     |                                          |
| 153Ce             | 58                  | 95                  | 152.94058(43)#      | 500# ms [>300 ns]            | 3/2-#         |                                                     |                                          |
| 154Ce             | 58                  | 96                  | 153.94342(54)#      | 300# ms [>300 ns]            | 0+            |                                                     |                                          |
| 155Ce             | 58                  | 97                  | 154.94804(64)#      | 200# ms [>300 ns]            | 5/2-#         |                                                     |                                          |
| 156Ce             | 58                  | 98                  | 155.95126(64)#      | 150# ms                      | 0+            |                                                     |                                          |
| 157Ce             | 58                  | 99                  | 156.95634(75)#      | 50# ms                       | 7/2+#         |                                                     |                                          |